# 70. Oscar-gála
A 70. Oscar-gálát a különlegesen nagy nézettség, és a fődíjat is elnyert Titanic 11 díja fémjelezte. Hatodik alkalommal volt Billy Crystal a ceremóniamester és ezért a feladatért Emmy-díjat kapott.
Bár az estét a Titanic uralta, a film egyetlen szereplője sem kapott díjat. Más filmek kapták a színészi díjakat; a Good Will Hunting, amit 9 Oscarra jelöltek, és 2-t nyert végül; az Szigorúan bizalmas, amit 9 Oscarra jelöltek, és 2-t nyert, illetve a Lesz ez még így se (As Good as It Gets), amit 7 kategóriában jelöltek, és 2 díjat nyert.
Minden idők[forrás?] legnézettebb díjátadó ünnepsége volt, 57,25 millió televíziós nézővel.

## Díjak és jelölések

### Filmek
Legjobb film
- Alul semmi – Uberto Pasolini, producer
- Good Will Hunting – Lawrence Bender, producer
- Lesz ez még így se – James L. Brooks, Bridget Johnson és Kristi Zea, producerek
- Szigorúan bizalmas – Arnon Milchan, Curtis Hanson and Michael Nathanson, producerek
- Titanic – James Cameron és Jon Landau, producerek

Legjobb külföldi film
- A csenden túl – Németország
- Karakter – Hollandia
- Négy nap szeptemberben – Brazília
- Secretos del corazón – Spanyolország
- A szélhámos – Oroszország

Legjobb rövidfilm
- Dance Lexie Dance – Pearse Moore, Tim Loane
- It's Good To Talk – Roger Goldby, Barney Reisz
- Sweethearts? – Birger Larsen, Thomas Lydholm
- Visas and Virtue – Chris Tashima, Chris Donahue
- Wolfgang – Kim Magnusson, Anders Thomas Jensen

Dokumentumfilm
- Ayn Rand: A Sense of Life – Michael Paxton
- Colors Straight Up – Michèle Ohayon, Julia Schachter
- 4 Little Girls – Spike Lee, Sam Pollard
- The Long Way Home – Rabbi Marvin Hier, Richard Trank
- Waco: The Rules of Engagement – Dan Gifford, William Gazecki

Rövid dokumentumfilm
- Alaska: Spirit of the Wild – George Casey, Paul Novros
- Amazon – Kieth Merrill, Jonathan Stern
- Daughter of the Bride – Terri Randall
- Still Kicking: The Fabulous Palm Springs Follies – Mel Damski, Andrea Blaugrund
- A Story of Healing – Donna Dewey, Carol Pasternak

### Színészek
Legjobb férfi főszereplő
- Matt Damon – Good Will Hunting {"Will Hunting"}
- Robert Duvall – The Apostle {"The Apostle E.F."}
- Peter Fonda – Ulee aranya {"Ulee Jackson"}
- Dustin Hoffman – Amikor a farok csóválja {"Stanley Motss"}
- Jack Nicholson – Lesz ez még így se! {"Melvin Udall"}

Legjobb férfi mellékszereplő
- Robert Forster – Jackie Brown {"Max Cherry"}
- Anthony Hopkins – Amistad {"John Quincy Adams"}
- Greg Kinnear – Lesz ez még így se! {"Simon Bishop"}
- Burt Reynolds – Boogie Nights {"Jack Horner"}
- Robin Williams – Good Will Hunting {"Sean McGuire"}

Legjobb női főszereplő
- Helena Bonham Carter – A galamb szárnyai {"Kate Croy"}
- Julie Christie – Afterglow {"Phyllis Mann"}
- Judi Dench – Botrány a birodalomban {"Viktória királynő"}
- Helen Hunt – Lesz ez még így se! {"Carol Connelly"}
- Kate Winslet – Titanic {"Rose DeWitt Bukater"}

Legjobb női mellékszereplő
- Kim Basinger – Szigorúan bizalmas {"Lynn Bracken"}
- Joan Cusack – A boldogító nem {"Emily Montgomery"}
- Minnie Driver – Good Will Hunting {"Skylar"}
- Julianne Moore – Boogie Nights {"Amber Waves"}
- Gloria Stuart – Titanic {"idős Rose"}

### Alkotók
Legjobb rendező
- Alul semmi – Peter Cattaneo
- Eljövendő szép napok – Atom Egoyan
- Good Will Hunting – Gus Van Sant
- Szigorúan bizalmas – Curtis Hanson
- Titanic – James Cameron

Legjobb adaptált forgatókönyv
- Amikor a farok csóválja – Hilary Henkin, David Mamet
- Eljövendő szép napok – Atom Egoyan
- Fedőneve: Donnie Brasco – Paul Attanasio
- A galamb szárnyai – Hossein Amini
- Szigorúan bizalmas – Brian Helgeland, Curtis Hanson

Legjobb eredeti forgatókönyv
- Agyament Harry – Woody Allen
- Alul semmi – Simon Beaufoy
- Boogie Nights – Paul Thomas Anderson
- Lesz ez még így se! – Mark Andrus, James L. Brooks; történet: Mark Andrus
- Good Will Hunting – Ben Affleck, Matt Damon

Látványtervezés
- Gattaca – látványtervező: Jan Roelfs; díszlettervező: Nancy Nye
- Kundun – látványtervező: Dante Ferretti; díszlettervező: Francesca Lo Schiavo
- Men in Black – Sötét zsaruk – látványtervező: Bo Welch; díszlettervező: Cheryl Carasik
- Szigorúan bizalmas – látványtervező: Jeannine Oppewall; díszlettervező: Jay R. Hart
- Titanic – látvénytervező: Peter Lamont; díszlettervező: Michael Ford

Operatőr
- Amistad – Janusz Kamiński
- A galamb szárnyai – Eduardo Serra
- Kundun – Roger Deakins
- Szigorúan bizalmas – Dante Spinotti
- Titanic – Russell Carpenter

Jelmeztervező
- Amistad – Ruth E. Carter
- A galamb szárnyai – Sandy Powell
- Játék és szenvedély – Janet Patterson
- Kundun – Dante Ferretti
- Titanic – Deborah L. Scott

Legjobb vágás
- Az elnök különgépe – Richard Francis-Bruce
- Good Will Hunting – Pietro Scalia
- Lesz ez még így se! – Richard Marks
- Szigorúan bizalmas – Peter Honess
- Titanic – Conrad Buff, James Cameron, Richard A. Harris

Legjobb smink
- Botrány a birodalomban – Lisa Westcott, Veronica Brebner, Beverley Binda
- Men in Black – Sötét zsaruk – Rick Baker, David LeRoy Anderson
- Titanic – Tina Earnshaw, Greg Cannom, Simon Thompson

Eredeti drámai filmzene
- Titanic – James Horner
- Amistad – John Williams
- Good Will Hunting – Danny Elfman
- Kundun – Philip Glass
- Szigorúan bizalmas – Jerry Goldsmith

Eredeti musical- vagy vígjátékfilmzene
- Alul semmi – Anne Dudley
- Álljon meg a nászmenet! – James Newton Howard
- Anasztázia – zene Stephen Flaherty; dalszöveg Lann Ahrens; karmester David Newman
- Lesz ez még így se! – Hans Zimmer
- Men in Black – Sötét zsaruk – Danny Elfman

Legjobb dal
- Anasztázia ("Journey to the Past") – zene Stephen Flaherty; dalszöveg Lynn Ahrens
- Con Air – A fegyencjárat ("How Do I Live") – Diane Warren
- Good Will Hunting ("Miss Misery") – Elliott Smith
- Herkules ("Go the Distance") – zene Alan Menken; dalszöveg David Zippel
- Titanic ("My Heart Will Go On") – zene James Horner; dalszöveg Will Jennings

Legjobb animációs rövidfilm
- Famous Fred – Joanna Quinn
- Geri sakkozik – Jan Pinkava
- La Vieille Dame et les Pigeons (The Old Lady and the Pigeons) – Sylvain Chomet
- The Mermaid – Alexander Petrov
- Redux Riding Hood – Steve Moore, Dan O'Shannon

Legjobb hang
- Con Air – A fegyencjárat – Kevin O'Connell, Greg P. Russell, Arthur Rochester
- Az elnök különgépe – Paul Massey, Rick Kline, D. M. Hemphill, Keith A. Wester
- Kapcsolat – Randy Thom, Tom Johnson, Dennis Sands, William B. Kaplan
- Szigorúan bizalmas – Andy Nelson, Anna Behlmer, Kirk Francis
- Titanic – Gary Rydstrom, Tom Johnson, Gary Summers, Mark Ulano

Legjobb hangvágás
- Ál/Arc – Mark P. Stoeckinger, Per Hallberg
- Az ötödik elem – Mark Mangini
- Titanic – Tom Bellfort, Christopher Boyes

Vizuális effektek
- Csillagközi invázió – Phil Tippett, Scott E. Anderson, Alec Gillis, John Richardson
- Az elveszett világ: Jurassic Park – Dennis Muren, Stan Winston, Randal M. Dutra, Michael Lantieri
- Titanic – Robert Legato, Mark Lasoff, Thomas L. Fisher, Michael Kanfer

### Életműdíj
Stanley Donen nyerte az életműdíjat az „Ének az esőben”, és még sok más musical rendezéséért.

### Különleges események
Az Oscar-díj 70 évének méltó megünnepléseként bejátszottak egy-egy rövid részletet az elmúlt 70 év „Legjobb film”-díjat nyert alkotásaiból. Meghívtak 70 Oscar-díjas színészt, és a kamera arcról arcra haladva bejelentette a színészt vagy színésznőt, a filmet amivel a díjat nyerték és az átadás évét.

### In memoriam
Whoopi Goldberg konferálásában az Akadémia néhány percet szán arra, hogy emlékezzen a mozivilág előző évi halottaira: Lloyd Bridgesre, Richard Jaeckelre, Saul Chaplin zeneszerzőre, Stanley Cortez operatőrre, William Hickey-re, Paul Jarrico és Dorothy Kingsley forgatókönyvírókra, a fodrász Sydnet Guilaroffra, William Reynolds szerkesztőre, Billie Dove-ra, Jacques Yves-Cousteau-ra, Stubby Kaye-re, Red Skeltonra, Dawn Steel producerre, Mifune Tosiró-ra, Brian Keith-re, Chris Farley-ra, Leo Jaffe-ra, Samuel Fuller rendezőre, Burgess Meredith-re, J.T. Walsh-ra, Robert Mitchumra és James Stewartra.